# Wang Meng (artista)

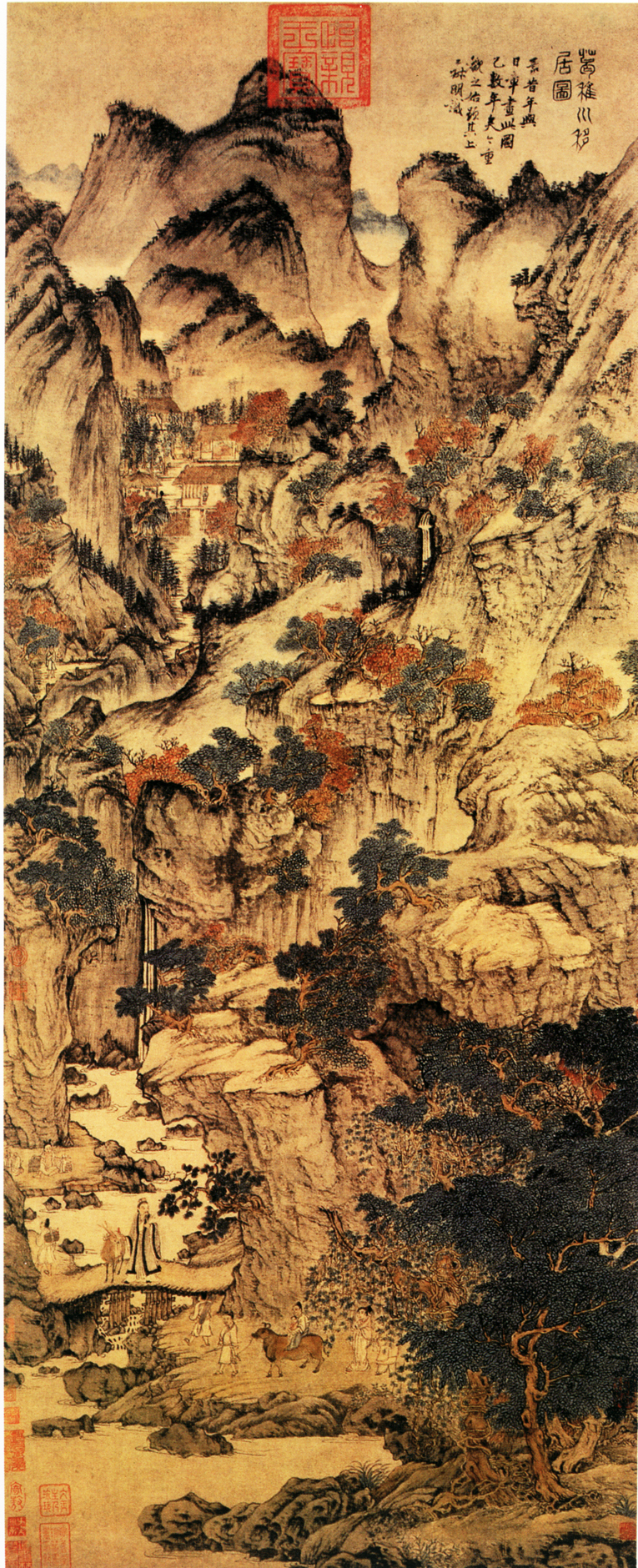
Wang Meng, Ge Zhichuan reubicat (葛稚川移居图), Museu del Palau, Pequín.

|  | Per a altres significats, vegeu «Wang Meng (escriptor) ». |

Wang Meng   (Huzhou, 1308 (Gregorià) - Nanquín, 1385 (Gregorià)) (xinès simplificat: 王蒙, xinès tradicional: 王蒙; pinyin: Wáng Méng) fou un pintor, poeta i cal·lígraf xinès que va néixer vers el 1308 a Huzhou (provincia de Zhejiang) i viure sota la dinastia Yuan i la dinastia Ming. Va morir a la presó de Nanquín el 1385 per càrrecs de sedició en la nova dinastia.

## Biografia
Provenia de familia noble, ja que era net de Zhao Mengfu, príncep de la dinastia Song i famós artista. Devia d'aprendre alguna cosa del seu avi malgrat va morir quan Wang Meng tenia 14 anys, però es va familiaritzar amb l'estil. Va seguir la tradició de la seva família i va treballar com a oficial cap a l'any 1340, i també es va desenvolupar també com a home culte. Amb la Revolta dels turbants vermells i el col·lapse del control mongol a la regió Jiangnan, va fer que el seu lloc de treball es paralitzés. A partir d'aquí es va retirar com un ermitany per allunyar-se dels afers polítics.
Es va establir a la muntanya de Huang Shan (muntanya groga), al nord de Hangzhou a la dècada de 1350 juntament amb altres artistes com Xu Ben mentre estava al poder l'emperador Zhang Shicheng, i era famós entre els poetes de la zona. Va tenir el sobrenom de Huanghao Shanqiao, que volia dir "recol·lector de llenya de la muntanya groga". S'ha dit que formava part dels "Vuit Mestres de Wuxing", que formaven part d'una societat on recitaven poesies. Quatre del grup eren poetes i els altres quatre eren poetes i pintors, on estava Wang Meng. Al voltant de la dècada de 1360 possiblement hauria viscut durant poc temps a Suzhou, fins que li van donar un lloc de treball.
Amb la nova dinastia Ming l'any 1368 va tornar a treballar com a prefecte a la província de Shandong ja que es va tornar a instaurar l'antic sistema confucià d'avançar segons el mèrit. El primer emperador de la dinastia Ming, Zhu Yuanzhang, va ser un dels impulsors de la Revolta dels turbants vermells i va perseguir als homes cultes amb càrrecs de sedició. És conegut pel seu temperament suspiciós i gelós, i va condemnar varis artistes com Zhao Yuan, Sheng Zhu, Xu Ben o Zhou Wenjing, entre d'altres. Cansat d'unificar el país i eliminar els seus oponents va acabar amb la paranoia de que el volien traïr i va començar a sentenciar artistes a la mort. Wang Meng va ser acusat de traïció l'any 1379 ja que es va relacionar amb Hu Weiyong, al qual li havia ensenyat unes pintures l'any anterior. Va ser empresonat a presó i va morir a la presó de Nanquín el 1385. Eren grans amics amb un altre artista de la dinastia anomenat Ni Zan, tot i que en la pintura tenien diferents punts de vista i perseguien altres objectius.

## Context històric
Al començar la Dinastia Yuan, els pintors van empendre un canvi dramàtic cap un predomini dels lletrats i homes cultes. Quan els mongols arriben al poder, s'elimina l'acadèmia imperial establerta per l'emperador Huizong de Song, i com que no hi havia un mètode oficial per a la pintura van haver-hi dos camins per aprendre. Uns van agafar els models d'anteriors pintors de la Dinastia Tang, si bé més arcaics, i uns altres van ignorar la política i es van refugiar per Hangzhou. Els primers van ser els dits wenrenmin (o gent il·lustrada) i als segons yimin (o gent oblidada), sent Wang Meng i altres artistes literati dels segons. Aquests pintors eren nobles cultes que a diferència dels predecessors d'altres dinasties, preferiran viure una vida apartada com ermitans. No eren com els pintors professionals ja que no es dedicaven del tot a la pintura, sino que practicaven més diciplines com la poesia, escribien assaigs i cal·ligrafia. Molts llocs de destí d'aquests pintors van ser cap al sud de la Xina, prop de ciutats com ara Hangzhou, Wuxing i Songjiang.

## Els Quatre Mestres Yuan
Wang Meng formarà part dels Quatre Mestres Yuan, juntament amb Huang Gongwang, Wu Zhen i Ni Zan, considerats com els millors artistes de la dinastia Yuan. Aquests eren pintors cultes provenents de bones families i considerats fundadors de l'escola de la pintura literati (wenrenhua), que van rebutjar treballar sota la nova dinastia i portar una vida d'ermità. Al portar una vida d'aquestes característiques, no feien pintures per encàrrec, sino per si mateixos, per desenvolupar-se. El seu gènere principal era el paisatge, i no pintaven cavalls, ni natura morta o objectes mundans. Els artistes plantejaven la pintura com un medi d'expressió individual de la pintura i dels sentiments de l'artista. No es pot parlar que fossin un grup homogeni i ni tan sols són contemporanis entre ells. Cadascú tenia el seu estil de pintura i manera de percebre la naturalesa, sent l'aspecte el vector en comú.

## Pintura
Wang Meng es caracteritza per unes composicions on s'exageren les muntanyes: el volum i el pes s'emfatitzen i opta per formats de pintures altes i estretes. No són tranquil·les com els altres mestres Yuan, sino que reflecteix la confusió politica i social del segle xiv, cosa que altres pintors no exploren. Normalment, a través dels pintors de no es pot apreciar la turbulència del moment dels mongols o del canvi de dinastia i no serveixen de document, però en Wang Meng els reflecteix en certa manera. En el moment en què encara no ha caigut la dinastia Yuan, veiem una gran càrrega política, ens trobem amb baralles constants com la de Zhang Shicheng i Zhu Yuanzhang. Wang Meng representa l'inquietud a través de les seves muntanyes agitades, en un espai que no és organitzat d'una manera coherent i llegible. Conté l'obra i juga amb contrastos de llum i ombra que no són naturals, amb ambigüitats en l'espai i distorsions de les formes. La seva pinzellada dona l'efecte contrari a les de Ni Zan, que són tranquil·les i tendeixen a formar grans espais donant un sentit d'ordre. Wang Meng, per contra, aplica una gran quantitat de pinzellades ajuntades o sobreposades, que transmeten la intranquil·litat de l'artista. Wang Meng omple l'espai sense deixar intervals tranquils i al principi dona la sensació que és un paisatge pla, tot i la varietat de formes que s'aprecien en tota la composició. Inspirat per l'escola del Nord i antics pintors, fa muntanyes de manera repetides i doblegades, en que pinta els contorns i fa notar les més petites endins. Wang treballa amb un efecte final d'abundància d'elements, però a la vegada són muntanyes que no es desvoquen, amb un sentit d'ordre.
Wang Meng va ser influenciat pel seu avi Zhao Mengfu i va conèixer l'obra de Wang Wei i Dŏng Yuán, fundador de l'Escola del Sud. Aquest últim tindrà molta influència en ell, i les primeres obres de Wang Meng tenen una composició similar. Les seves pintures van rebre una bona acceptació entre els seus contemporani. Huang Gongwang va afirmar que era un artista digne sel seu avi, i el seu amic Ni Zan va escriure en una de les seves pintures que la força del pinzell de Wang Meng era "suficient per aixecar un trípode de bronze", i que no hi havia ningú igual a ell en cent anys.
Juntament amb Xu Ben van crear un nou estil de paisatge a finals de la dinastia Yuan. Treballava un mode de pintar on les muntanyes es representen a curta distància amb molt de detalls pels arbres, roques, cascades i casetes. El comportament del seu pinzell és relativament lliure i deriva de la tradició d'artistes anteriors com Dŏng Yuán o Juran, pintor del segle x. La majoria de la seva pintura es data sobretot entre 1354 i 1358, quan residia a les muntanyes de Huang Shan. Al principi segueix les formes del seu avi o de Dŏng Yuán, però poc a poc crea el seu propi llenguatge. La pintura on es representa l'estil de muntanyes vives de Wang Meng és la seva pintura més famosa dita Casa a les muntanyes Qianbian. Aquesta va ser pintada per a Zhao Lin, també nèt de Zhao Mengfu per part de mare, sent el cosí de Wang Meng. Altres obres són Ge Zhichuan reubicat la qual no està datada però seria de la dècada de 1360. Va ser feta per un Rizhang segons la inscripció, i es representa a Ge Zhichuan, un monjo daoista històric que va escriure un llibre d'alquímia. Per a la dinastia Ming, el seu estil influirà en la creació de la escola Wu, dita així pel antic nom de la ciutat de Suzhou, i caracteritzada per artistes literati i els seus paisatges.

## Galeria d'imatges

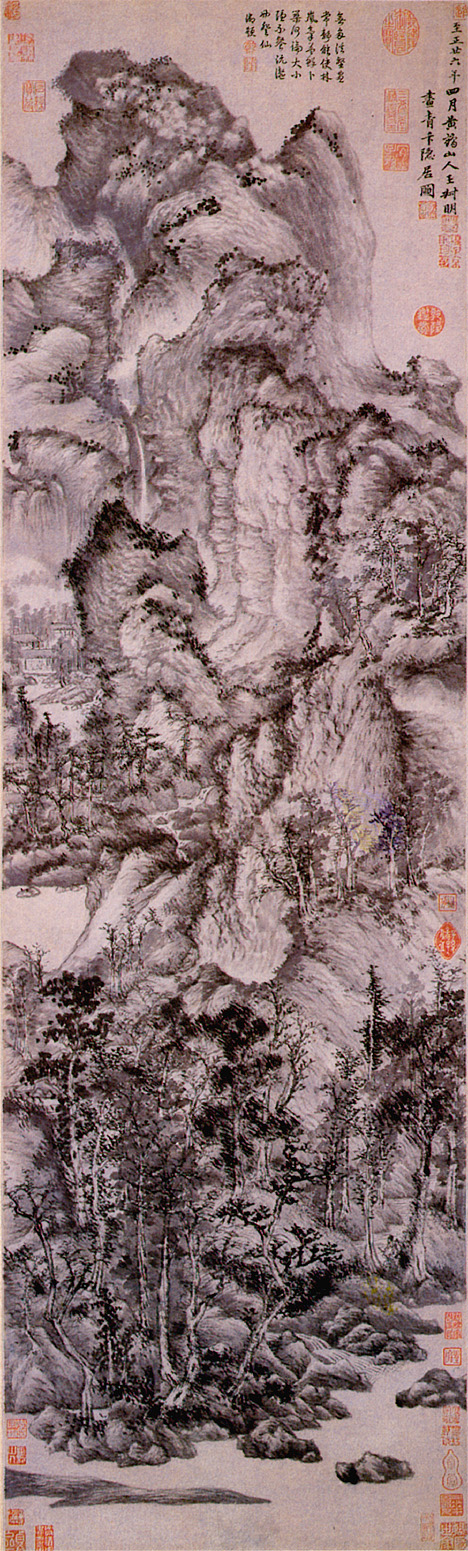
Wang Meng, Casa a les muntanyes Qianbian (1366), Museu de Xangai.
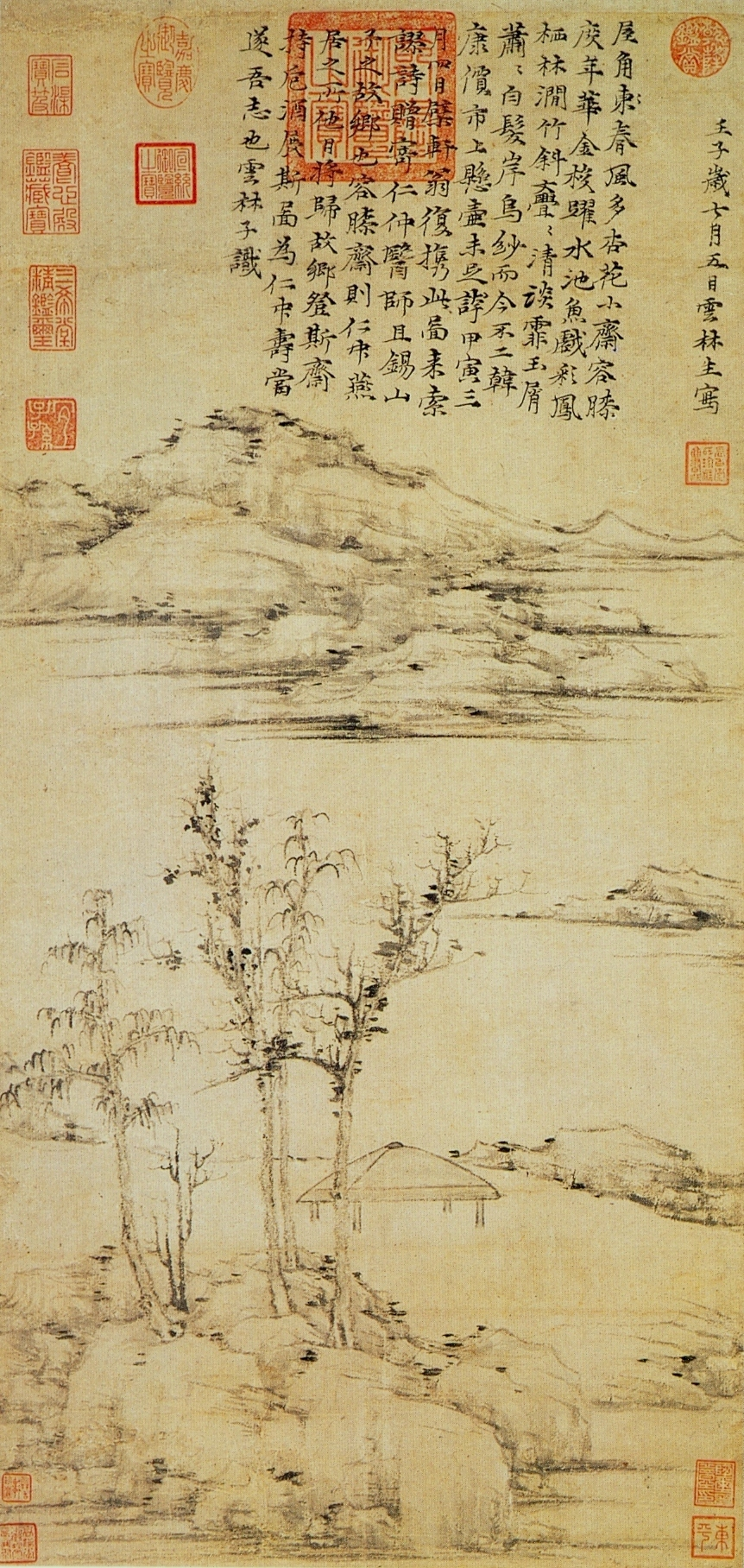
Ni Zan, Sis cavallers (1345), Museu de Xangai.
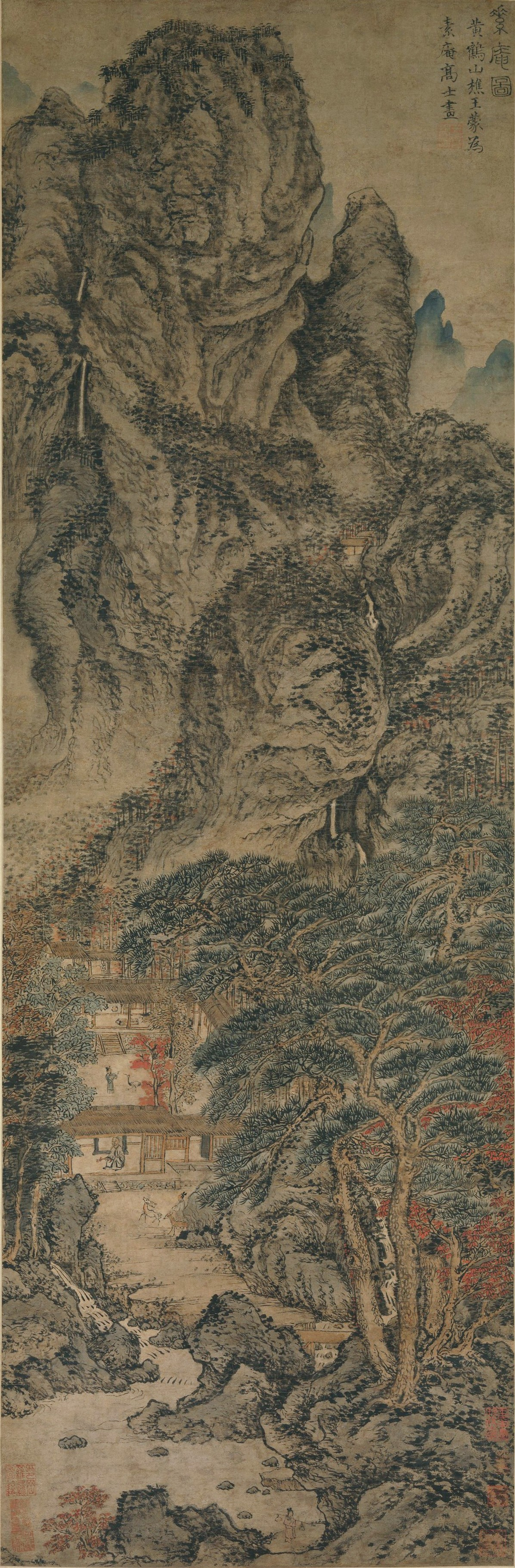
Wang Meng, El simple enretirament (1370), Metropolitan Museum of Art.
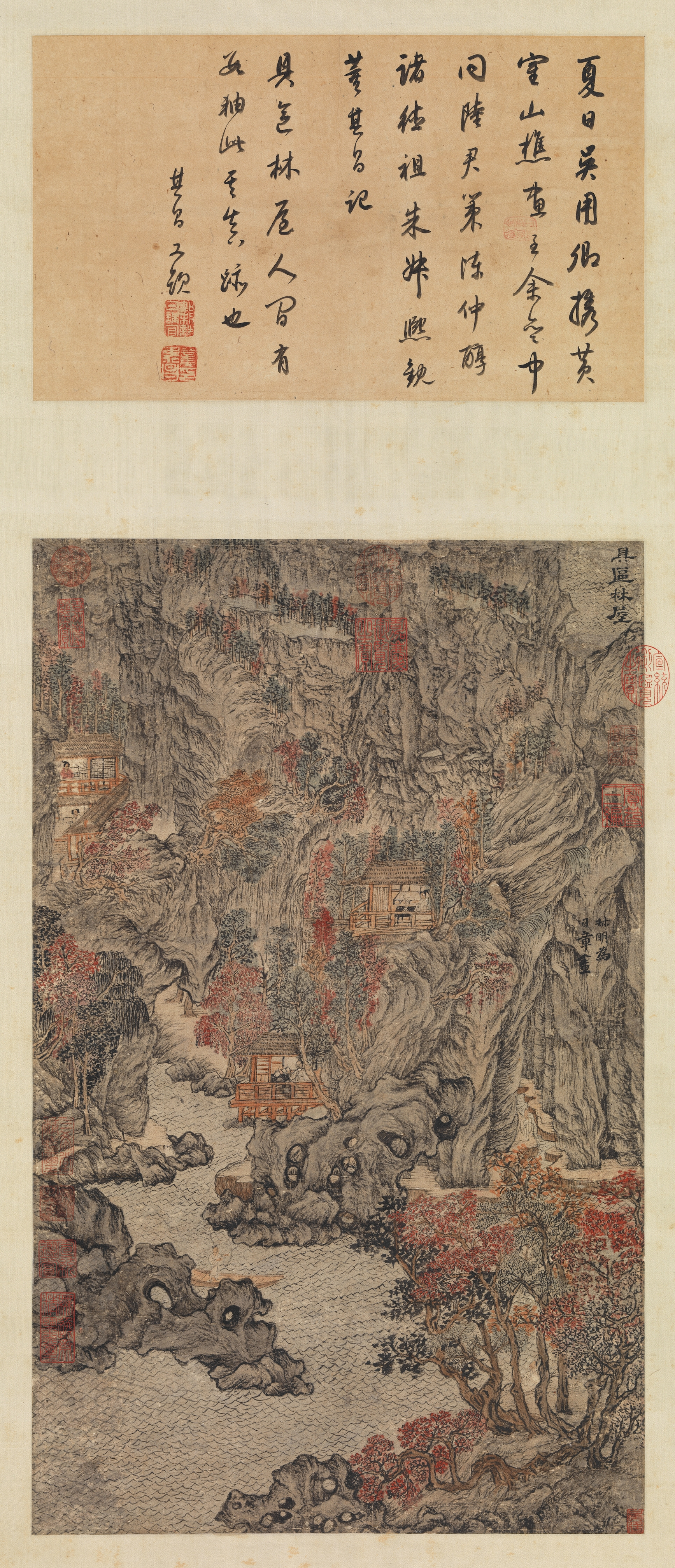
Wang Meng, Forest Grotto at Lake Tai (1378), Museu Nacional del Palau, Taipei.
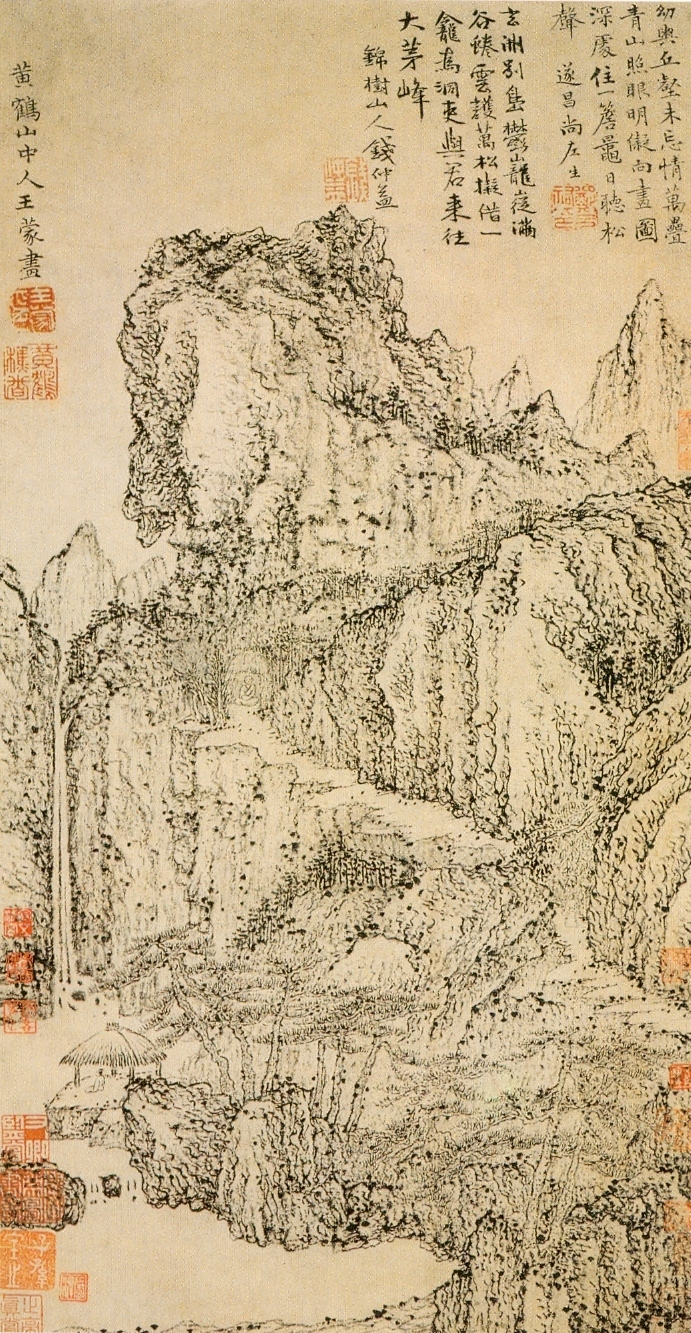
Wang Meng, Landscape (c.1370), Museu de Xangai.
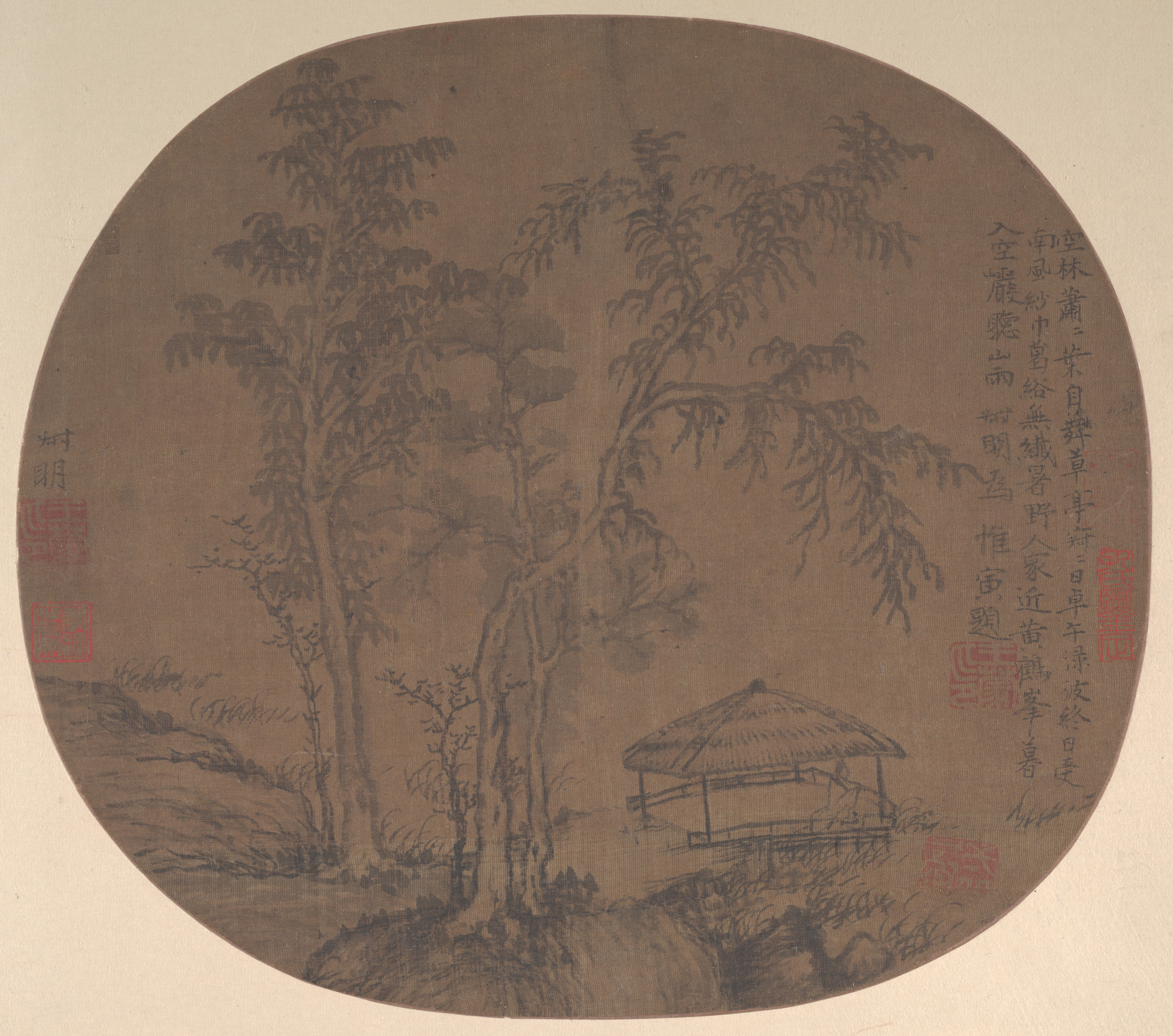
Wang Meng, Sparse trees and pavilion (c.1350), Metropolitan Museum of Art.
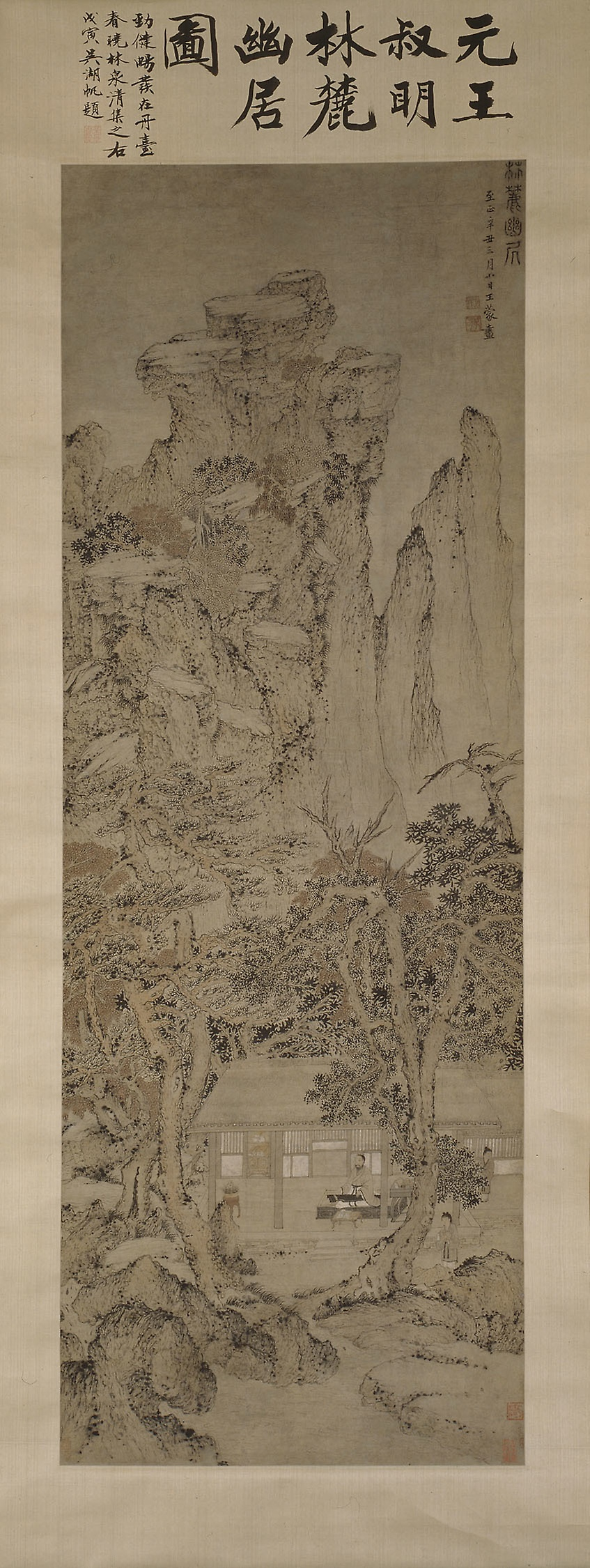
Wang Meng, Vida tranquil·la en una vall arbrada (1361), Institut d'Art de Chicago.